# Schmalspurbahn Oschatz–Mügeln–Döbeln
| Ausschnitt der Streckenkarte Sachsen 1902 |                     |                                                       |                                                       |
| Streckennummer: | 6969; sä. OD        |                                                       |                                                       |
| Kursbuchstrecke (DB): | 502                 |                                                       |                                                       |
| Streckenlänge: | 30,914 km           |                                                       |                                                       |
| Spurweite: | 750 mm (Schmalspur) |                                                       |                                                       |
| Maximale Neigung: | 17 ‰                |                                                       |                                                       |
| Minimaler Radius: | 100 m               |                                                       |                                                       |
| Streckengeschwindigkeit: | 30 km/h             |                                                       |                                                       |
| |                     |                                                       |                                                       |
| \| \| 0,005 \| Oschatz \| 129 m \| \| \| \| (Anschluss von Hauptbahn Leipzig–Dresden) \| \| \| \| 0,225 \| Abzw Oschatz, Stw W3 \| 125 m \| \| \| \| nach Strehla \| \| \| \| \| Dreischienengleis 750/1435 mm \| \| \| \| 0,810 \| Anschl Zuckerfabrik Oschatz \| Anschl Zuckerfabrik Oschatz \| \| \| 1,050 \| Oschatz Lichtstraße \| 126 m \| \| \| 1,180 \| Anschl Gaswerk \| Anschl Gaswerk \| \| \| 1,400 \| Oschatz Körnerstraße \| 126 m \| \| \| 1,428 \| Döllnitz \| Döllnitz \| \| \| 1,750 \| Oschatz Markt nur 2006 \| Oschatz Markt nur 2006 \| \| \| 1,912 \| Döllnitz \| Döllnitz \| \| \| 2,094 \| Oschatz Süd \| 123 m \| \| \| 2,350 \| Oschatz Tierpark nur 2006 \| Oschatz Tierpark nur 2006 \| \| \| 2,748 \| Anschl Steinbruch Altoschatz \| Anschl Steinbruch Altoschatz \| \| \| 2,771 \| Kleinforst-Rosensee \| 124 m \| \| \| 2,924 \| Döllnitz \| Döllnitz \| \| \| 3,290 \| Altoschatz-Rosenthal \| 125 m \| \| \| 4,348 \| Thalheim (b Oschatz) \| 129 m \| \| \| 7,215 \| Naundorf (b Oschatz) \| 139 m \| \| \| 9,138 \| Schweta Gasthof \| 145 m \| \| \| 9,880 \| Schweta Bahnhof früher Schweta (b Oschatz) \| Schweta Bahnhof früher Schweta (b Oschatz) \| \| \| 10,440 \| Anschl Kartoffelflockenfabrik / Saatguthandelsbetrieb \| Anschl Kartoffelflockenfabrik / Saatguthandelsbetrieb \| \| \| 10,660 \| Mügeln Flocke \| Mügeln Flocke \| \| \| \| \| \| \| \| 11,368 \| Mügeln (b Oschatz) \| 148 m \| \| \| \| nach Neichen \| \| \| \| 13,362 \| Anschl Lüttnitzer Ton- und Klinkerwerke \| Anschl Lüttnitzer Ton- und Klinkerwerke \| \| \| 13,890 \| Lüttnitz \| 169 m \| \| \| 15,850 \| Schrebitz Nord früher Görlitz (b Oschatz) \| 190 m \| \| \| 16,560 \| Schrebitz \| 201 m \| \| \| 16,916 \| Anschl Kalkwerk Kirsten \| Anschl Kalkwerk Kirsten \| \| \| 17,044 \| Anschl Ziegelei Kluge \| Anschl Ziegelei Kluge \| \| \| 18,416 \| Kiebitz früher Töllschütz \| Kiebitz früher Töllschütz \| \| \| 20,185 \| Zaschwitz \| 231 m \| \| \| 20,910 \| Tronitz \| 233 m \| \| \| 22,450 \| Mockritz-Jessnitz \| 211 m \| \| \| 22,480 \| Anschl Rittergut Jordan \| Anschl Rittergut Jordan \| \| \| 24,000 \| Döschütz \| Döschütz \| \| \| 26,080 \| Gadewitz \| 190 m \| \| \| 26,586 \| Bk Gadewitz (Signalstation) \| Bk Gadewitz (Signalstation) \| \| \| 27,600 \| Döbeln-Gärtitz–Wilsdruff \| Döbeln-Gärtitz–Wilsdruff \| \| \| \| von Wilsdruff \| \| \| \| 28,699 \| Döbeln-Gärtitz früher Gärtitz \| 178 m \| \| \| \| (Anschluss an Hauptbahn Chemnitz–Riesa) \| \| \| \| 30,052 \| Döbeln Nord früher Großbauchlitz \| 177 m \| \| \| \| Vierschienengleis 750/1435 mm \| \| \| \| 30,325 \| Freiberger Mulde (97 m) \| Freiberger Mulde (97 m) \| \| \| 30,337 \| Anschl Zuckerfabrik Döbeln \| Anschl Zuckerfabrik Döbeln \| \| \| 30,423 \| Flutbrücke (22 m) \| Flutbrücke (22 m) \| \| \| 30,919 \| Döbeln Hbf \| 176 m \| \| \| \| (Anschluss an Hauptbahn Chemnitz–Riesa) \| \| |                     |                                                       |                                                       |
| Kopfbahnhof Streckenanfang | 0,005               | Oschatz                                               | 129 m                                                 |
| Strecke |                     | (Anschluss von Hauptbahn Leipzig–Dresden)             | (Anschluss von Hauptbahn Leipzig–Dresden)             |
| ehemalige Blockstelle | 0,225               | Abzw Oschatz, Stw W3                                  | 125 m                                                 |
| Abzweig geradeaus und ehemals nach links |                     | nach Strehla                                          | nach Strehla                                          |
| Strecke |                     | Dreischienengleis 750/1435 mm                         | Dreischienengleis 750/1435 mm                         |
| Abzweig geradeaus und ehemals von links | 0,810               | Anschl Zuckerfabrik Oschatz                           | Anschl Zuckerfabrik Oschatz                           |
| Haltepunkt / Haltestelle | 1,050               | Oschatz Lichtstraße                                   | 126 m                                                 |
| Abzweig geradeaus und ehemals von links | 1,180               | Anschl Gaswerk                                        | Anschl Gaswerk                                        |
| Haltepunkt / Haltestelle | 1,400               | Oschatz Körnerstraße                                  | 126 m                                                 |
| Brücke | 1,428               | Döllnitz                                              | Döllnitz                                              |
| ehemaliger Haltepunkt / Haltestelle | 1,750               | Oschatz Markt nur 2006                                | Oschatz Markt nur 2006                                |
| Brücke | 1,912               | Döllnitz                                              | Döllnitz                                              |
| Bahnhof | 2,094               | Oschatz Süd                                           | 123 m                                                 |
| ehemaliger Haltepunkt / Haltestelle | 2,350               | Oschatz Tierpark nur 2006                             | Oschatz Tierpark nur 2006                             |
| Abzweig geradeaus und ehemals nach rechts | 2,748               | Anschl Steinbruch Altoschatz                          | Anschl Steinbruch Altoschatz                          |
| Haltepunkt / Haltestelle | 2,771               | Kleinforst-Rosensee                                   | 124 m                                                 |
| Brücke | 2,924               | Döllnitz                                              | Döllnitz                                              |
| Haltepunkt / Haltestelle | 3,290               | Altoschatz-Rosenthal                                  | 125 m                                                 |
| Bahnhof | 4,348               | Thalheim (b Oschatz)                                  | 129 m                                                 |
| Bahnhof | 7,215               | Naundorf (b Oschatz)                                  | 139 m                                                 |
| Haltepunkt / Haltestelle | 9,138               | Schweta Gasthof                                       | 145 m                                                 |
| Haltepunkt / Haltestelle | 9,880               | Schweta Bahnhof früher Schweta (b Oschatz)            | Schweta Bahnhof früher Schweta (b Oschatz)            |
| Abzweig geradeaus und ehemals nach links | 10,440              | Anschl Kartoffelflockenfabrik / Saatguthandelsbetrieb | Anschl Kartoffelflockenfabrik / Saatguthandelsbetrieb |
| Haltepunkt / Haltestelle | 10,660              | Mügeln Flocke                                         | Mügeln Flocke                                         |
| Abzweig geradeaus und ehemals von links · Strecke von rechts (außer Betrieb) |                     |                                                       |                                                       |
| Bahnhof · Strecke (außer Betrieb) | 11,368              | Mügeln (b Oschatz)                                    | 148 m                                                 |
| Strecke nach rechts · Strecke (außer Betrieb) |                     | nach Neichen                                          | nach Neichen                                          |
| Abzweig geradeaus und von links (Strecke außer Betrieb) | 13,362              | Anschl Lüttnitzer Ton- und Klinkerwerke               | Anschl Lüttnitzer Ton- und Klinkerwerke               |
| Haltepunkt / Haltestelle (Strecke außer Betrieb) | 13,890              | Lüttnitz                                              | 169 m                                                 |
| Haltepunkt / Haltestelle (Strecke außer Betrieb) | 15,850              | Schrebitz Nord früher Görlitz (b Oschatz)             | 190 m                                                 |
| Bahnhof (Strecke außer Betrieb) | 16,560              | Schrebitz                                             | 201 m                                                 |
| Abzweig geradeaus und von links (Strecke außer Betrieb) | 16,916              | Anschl Kalkwerk Kirsten                               | Anschl Kalkwerk Kirsten                               |
| Abzweig geradeaus und von links (Strecke außer Betrieb) | 17,044              | Anschl Ziegelei Kluge                                 | Anschl Ziegelei Kluge                                 |
| Haltepunkt / Haltestelle (Strecke außer Betrieb) | 18,416              | Kiebitz früher Töllschütz                             | Kiebitz früher Töllschütz                             |
| Haltepunkt / Haltestelle (Strecke außer Betrieb) | 20,185              | Zaschwitz                                             | 231 m                                                 |
| Haltepunkt / Haltestelle (Strecke außer Betrieb) | 20,910              | Tronitz                                               | 233 m                                                 |
| Haltepunkt / Haltestelle (Strecke außer Betrieb) | 22,450              | Mockritz-Jessnitz                                     | 211 m                                                 |
| Abzweig geradeaus und nach links (Strecke außer Betrieb) | 22,480              | Anschl Rittergut Jordan                               | Anschl Rittergut Jordan                               |
| Bahnhof (Strecke außer Betrieb) | 24,000              | Döschütz                                              | Döschütz                                              |
| Haltepunkt / Haltestelle (Strecke außer Betrieb) | 26,080              | Gadewitz                                              | 190 m                                                 |
| Blockstelle (Strecke außer Betrieb) | 26,586              | Bk Gadewitz (Signalstation)                           | Bk Gadewitz (Signalstation)                           |
| Kreuzung geradeaus unten (Strecken außer Betrieb) | 27,600              | Döbeln-Gärtitz–Wilsdruff                              | Döbeln-Gärtitz–Wilsdruff                              |
| Abzweig geradeaus und von rechts (Strecke außer Betrieb) |                     | von Wilsdruff                                         | von Wilsdruff                                         |
| Bahnhof (Strecke außer Betrieb) | 28,699              | Döbeln-Gärtitz früher Gärtitz                         | 178 m                                                 |
| Strecke (außer Betrieb) |                     | (Anschluss an Hauptbahn Chemnitz–Riesa)               | (Anschluss an Hauptbahn Chemnitz–Riesa)               |
| Bahnhof (Strecke außer Betrieb) | 30,052              | Döbeln Nord früher Großbauchlitz                      | 177 m                                                 |
| Strecke (außer Betrieb) |                     | Vierschienengleis 750/1435 mm                         | Vierschienengleis 750/1435 mm                         |
| Brücke (Strecke außer Betrieb) | 30,325              | Freiberger Mulde (97 m)                               | Freiberger Mulde (97 m)                               |
| Abzweig geradeaus und nach links (Strecke außer Betrieb) | 30,337              | Anschl Zuckerfabrik Döbeln                            | Anschl Zuckerfabrik Döbeln                            |
| Brücke (Strecke außer Betrieb) | 30,423              | Flutbrücke (22 m)                                     | Flutbrücke (22 m)                                     |
| Kopfbahnhof Streckenende (Strecke außer Betrieb) | 30,919              | Döbeln Hbf                                            | 176 m                                                 |
| |                     | (Anschluss an Hauptbahn Chemnitz–Riesa)               |                                                       |

Die Schmalspurbahn Oschatz–Mügeln–Döbeln ist eine sächsische Schmalspurbahn. In Betrieb ist heute nur noch der Abschnitt von Oschatz nach Mügeln, die weitere Strecke bis nach Döbeln ist seit 1968 stillgelegt. 
Die denkmalgeschützten Teile der als Sachgesamtheit geführten Döllnitzbahn finden sich in der Liste der Kulturdenkmale der Döllnitzbahn.

## Geschichte

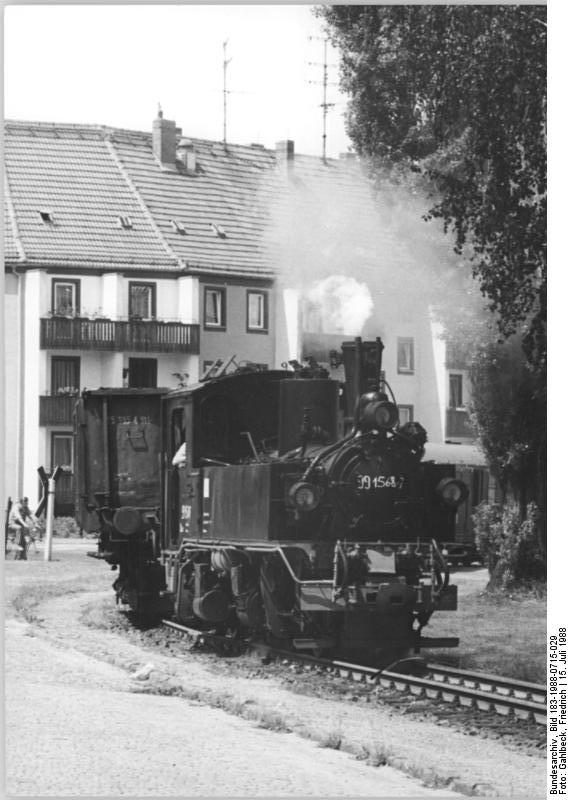
99 1568 am 15. Juli 1988 in Oschatz

Die Schmalspurbahn von Oschatz über Mügeln nach Döbeln war eine der ersten schmalspurig ausgeführten Bahnstrecken in Sachsen. Der erste Abschnitt von Mügeln bis Großbauchlitz wurde am 15. September 1884 eröffnet. Die restlichen Abschnitte folgten am 1. November 1884 (Großbauchlitz–Döbeln) und am 7. Januar 1885 (Oschatz–Mügeln).
In den Folgejahren entwickelte sich der Abschnitt zwischen Oschatz und Mügeln zu einer der wichtigsten Schmalspurbahnen in Sachsen. Demgegenüber unbedeutend blieb der Abschnitt zwischen Mügeln und Döbeln. Größere Verkehrsleistungen wurden dort nur während der Zuckerrübenernte im Herbst eines jeden Jahres erbracht. Der Abschnitt zwischen den Bahnhöfen Mügeln und Döbeln gehörte darum zu den ersten stillgelegten Schmalspurbahnen in Sachsen. Bereits am 14. Dezember 1964 wurde dort der stets spärliche Reisezugverkehr aufgegeben. Der Güterverkehr wurde noch bis 1967 aufrechterhalten. Am 1. Januar 1968 wurde die Strecke stillgelegt und wenig später abgebaut.
Auch für die Strecke Oschatz–Mügeln war ursprünglich bis 1975 eine Stilllegung vorgesehen. Am 28. September 1975 verkehrten dort die letzten Reisezüge. Unverändert bedeutsam war dagegen der Güterverkehr, der 1980 eine Beförderungsmenge von 360.000 Tonnen erreichte. Vor allem für das Kaolinwerk in Kemmlitz, aber auch für die vielen Industriebetriebe in Mügeln waren umfangreiche Transporte auszuführen.
Zur Wende in der Verkehrspolitik der DDR kam es 1981, als völlig unerwartet das aus der Sowjetunion importierte Erdöl nicht mehr in der benötigten Menge zur Verfügung stand. Fortan galt die Devise, möglichst sämtliche Transporte mit der Bahn auszuführen. Die ursprünglich angestrebte Stilllegung der Strecke wurde nun nicht mehr weiterverfolgt. Bis 1984 wurden die mittlerweile völlig verschlissenen Gleise vollständig erneuert.

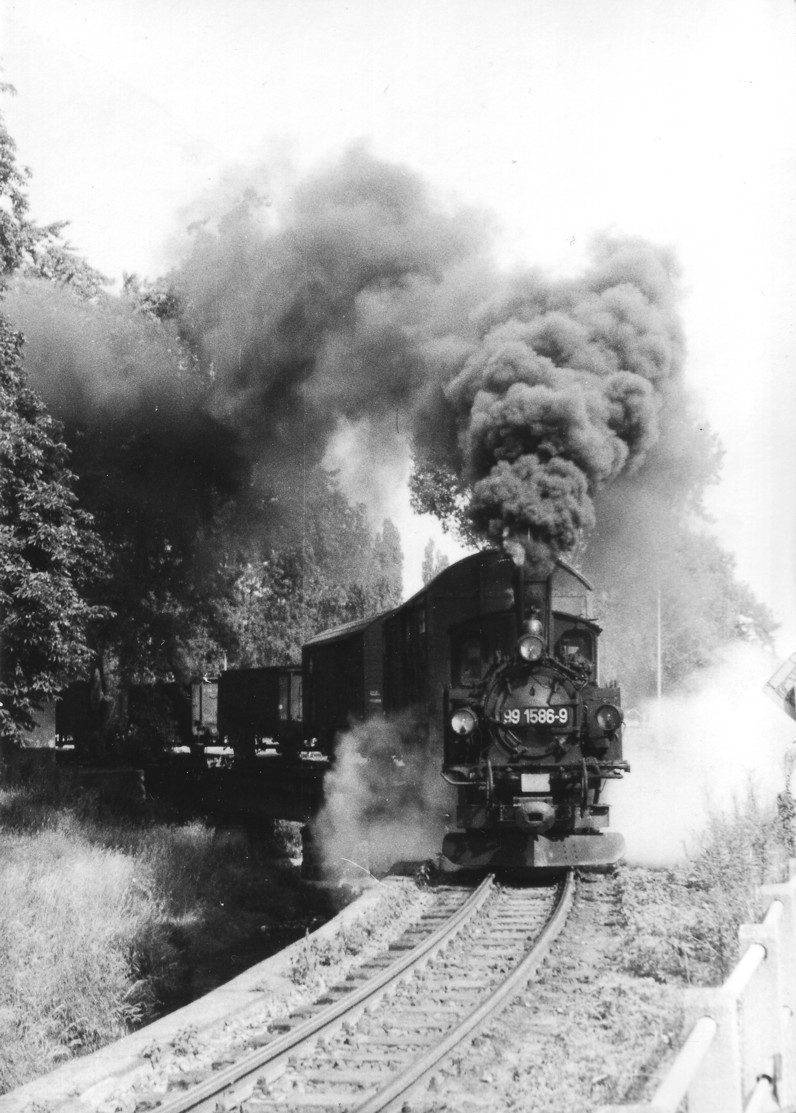
Güterzug in Oschatz (1988)

1984 wurde das hundertste Jubiläum der Strecke mit einer Vielzahl von Sonderzügen gefeiert. In den 1980er Jahren verkehrten bis zu sechs Güterzugpaare täglich, um das umfangreiche Güteraufkommen zu bewältigen. Erst nach der politischen Wende im Osten Deutschlands 1989 veränderte sich die Situation. Durch die Initiative des Landkreises und des Vereins ProBahn – Hauptverband Ostdeutscher Länder (seit 1993 Deutscher Bahnkunden-Verband) gelang es, die Strecke zu erhalten. Im Dezember 1993 ging die Strecke in das Eigentum der neugegründeten Döllnitzbahn über. Trotzdem kam es in den Folgejahren zu einem weiteren Verkehrsrückgang. Im Jahr 2001 wurde der Güterverkehr gänzlich aufgegeben.
1995 wurde durch die Döllnitzbahn der Reisezugverkehr wieder aufgenommen. Zunächst verkehrten Züge für den Schülerverkehr zwischen Oschatz und Altmügeln (Strecke Mügeln–Neichen). Erst später wurde auch ein regelmäßiger Verkehr an Werktagen eingeführt, welcher zwar zwischenzeitlich wegen zu geringer Auslastung wieder eingestellt wurde, seit 2015 aber während der Schulzeit montags bis freitags vier Zugfahrten je Richtung zwischen Mügeln und Oschatz aufweist.
Seit der Einstellung des Güterverkehrs im Jahr 2001 wird die Strecke nur noch von Sonder- und Schülerzügen befahren. Im Februar 2011 kündigte der Zweckverband für den Nahverkehrsraum Leipzig (ZVNL) die Abbestellung des Schülerverkehrs zum 8. Juli 2011 an, da das sächsische Verkehrsministerium die Zuweisungen kürzte. Zum 1. Januar 2015 trat der neue Verkehrsvertrag mit der Döllnitzbahn in Kraft und der Verkehr wurde weiter mit lokbespannten Zügen durchgeführt.
Seit dem 7. Dezember 2018 kommt der von der NÖVOG am 15. November 2017 gekaufte Triebwagen 5090 015 als nunmehriger VT 137 515 zum Einsatz, der zuvor in den Werkstätten der Zillertalbahn in Jenbach aufgearbeitet wurde.
Anfang 2018 wurde in Thalheim wieder eine zusätzliche Weiche eingebaut, die im Vorjahr im Bahnhof Oschatz ausgebaut worden war. Dadurch ist das bisherige Stumpfgleis seit Juni als Ausweichgleis nutzbar.

## Fahrzeugeinsatz

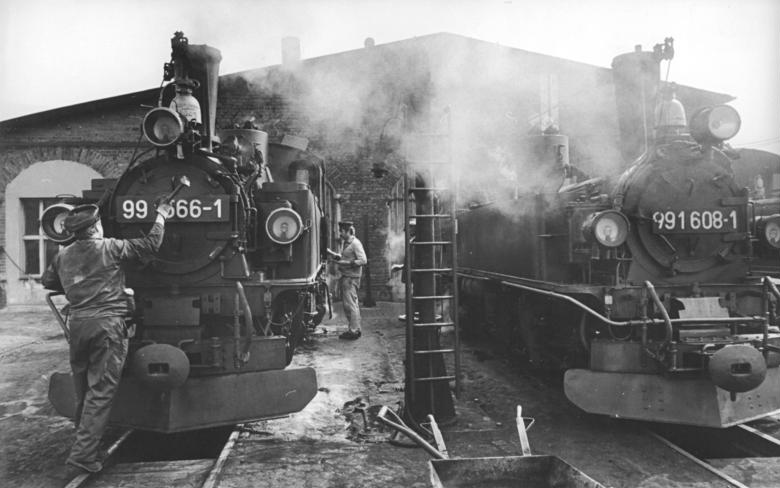
99 566 und 99 608 vor dem Heizhaus in Mügeln (1984)

In den Anfangsjahren kamen zunächst die dreifach gekuppelten I-K-Lokomotiven auf der Strecke zum Einsatz. Später wurde der Zugverkehr auch von der sächsischen Gattung III K bewältigt. Ab der Jahrhundertwende kamen leistungsstärkere Lokomotiven der Gattung IV K (DR-Baureihe 99.51–60) zum Einsatz, welche bis Anfang der 1990er Jahre den Gesamtverkehr bewältigten.
Der Güterverkehr wurde anfangs mit Schmalspurgüterwagen abgewickelt, später wurde auch der Rollfahrzeugverkehr eingeführt. Die eingesetzten Wagen entsprachen den allgemeinen sächsischen Bau- und Beschaffungsvorschriften für die Schmalspurbahnen und konnten daher freizügig mit Fahrzeugen anderer sächsischer Schmalspurstrecken getauscht werden.
Wegen des praktisch ausschließlichen Rollwagenbetriebes nach 1975 wurden die Lokomotiven und Gepäckwagen bei der Deutschen Reichsbahn nie auf Scharfenbergkupplungen umgestellt, obwohl sie dafür wie nahezu alle sächsischen Schmalspurfahrzeuge vorbereitet waren. Mit der Übernahme der bei der Stilllegung der Strecke Wolkenstein–Jöhstadt zwischen 1984 und 1987 freigewordenen Rollwagen mit Saugluftbremse konnte die Heberleinbremse abgelöst werden. Die damit ausgerüsteten alten Rollwagen wurden in der Folge in Oschatz zerlegt.